# Mircea Geoană

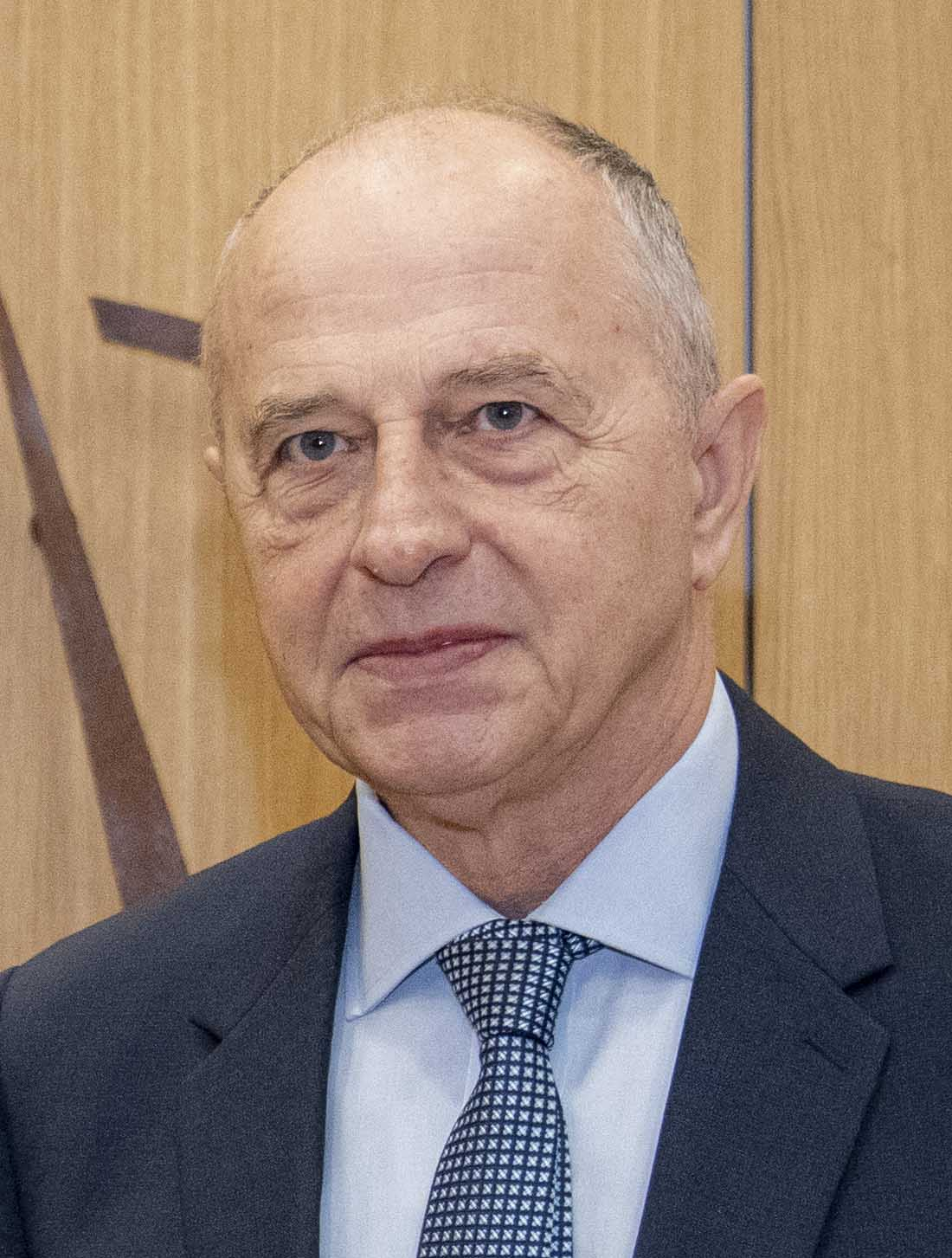
Mircea Geoană (2023)

Mircea Geoană (* 14. Juli 1958 in Bukarest) ist ein rumänischer Politiker. Er war von 2000 bis 2004 Außenminister seines Landes sowie von 2019 bis 2024 stellvertretender NATO-Generalsekretär.

## Leben
Geoană studierte Jura in Bukarest und in Paris. Kurz nach dem Sturz des kommunistischen Diktators Nicolae Ceaușescu trat er in den auswärtigen Dienst ein, wurde Sprecher des Ministeriums und 1996 als jüngster Botschafter seines Landes in die USA gesandt. Auf diese Kontakte geht seine Unterstützung der Irak-Invasion 2003 zurück.
Im Dezember 2000 wurde Geoană Rumäniens Außenminister und führte in dieser Funktion 2001 den Vorsitz der OSZE. Er lenkte den Blick seiner Standeskollegen über den Balkan hinaus auf den Kaukasus und Zentralasien. Bei einem FAZ-Interview 2004 sprach er sich für ein stärkeres und „global ambitioniertes Europa“ aus; nur darum lohne es sich, so viel an nationaler Souveränität an die EU abzugeben.
Bei den Kommunalwahlen im Juni 2004 war er sozialdemokratischer Spitzenkandidat für Bukarest, erhielt aber nur 29,7 Prozent der Stimmen. Der amtierende Bürgermeister Traian Băsescu (Allianz für Gerechtigkeit und Wahrheit) wurde mit 54,9 Prozent wiedergewählt. Vor den Präsidentschaftswahlen Ende 2004 wurde der politische „Ziehsohn“ von Ion Iliescu als vermutlicher Nachfolger von Ministerpräsident Adrian Năstase genannt.
Seit dem 21. April 2005 war Geoană der Vorsitzende der Sozialdemokratischen Partei PSD. Bei den Parlamentswahlen 2008 trat er als Spitzenkandidat seiner Partei an und erreichte mit ihr die meisten Stimmen. Am 19. Dezember 2008 wurde er zum Präsidenten des rumänischen Senats gewählt.
Ende 2009 war Geoană Kandidat der PSD bei der Präsidentschaftswahl. Er errang im ersten Wahlgang 31 % der Stimmen und erreichte damit die Stichwahl, in der er am 6. Dezember äußerst knapp gegen Amtsinhaber Traian Băsescu unterlag. Wenige Monate später – am 21. Februar 2010 – verlor er in einer Kampfabstimmung den PSD-Parteivorsitz an Victor Ponta.
In der Folge geriet Geoană mit Ponta wiederholt in Streit. Ponta veranlasste am 13. Dezember 2010, dass Geoană für zunächst sechs Monate aus der PSD ausgeschlossen wird.
Im Frühjahr 2015 gründete Geoană die Partidul Social Românesc (Soziale Partei Rumäniens), mit der er an den Kommunalwahlen 2016 teilnahm.
Im Juli 2019 wurde er als Nachfolger von Rose Gottemoeller zum Stellvertreter des NATO-Generalsekretärs Jens Stoltenberg ab Oktober 2019 bestellt. Im September 2024 trat er von diesem Amt zurück. Seine kommissarische Nachfolge trat Boris Ruge an.
Geoană kandidierte als parteiunabhängiger Kandidat bei der Präsidentschaftswahl in Rumänien 2024, verpasste jedoch den Einzug in die Stichwahl.